# Reutilización de código
La reutilización de código se refiere al comportamiento y a las técnicas que garantizan que una parte o la totalidad de un programa informático existente se pueda emplear en la construcción de otro programa. De esta forma se aprovecha el trabajo anterior, se economiza tiempo, y se reduce la redundancia.
La manera más fácil de reutilizar código es copiarlo total o parcialmente desde el programa antiguo al programa en desarrollo. Pero es trabajoso mantener múltiples copias del mismo código, por lo que en general se elimina la redundancia dejando el código reusable en un único lugar, y llamándolo desde los diferentes programas. Este proceso se conoce como abstracción. La abstracción puede verse claramente en las bibliotecas de software, en las que se agrupan varias operaciones comunes a cierto dominio para facilitar el desarrollo de programas nuevos. Hay bibliotecas para convertir información entre diferentes formatos conocidos, acceder a dispositivos de almacenamiento externos, proporcionar una interfaz con otros programas, manipular información de manera conocida (como números, fechas, o cadenas de texto).
Para que el código existente se pueda reutilizar, debe definir alguna forma de comunicación o interfaz. Esto se puede dar por llamadas a una subrutina, a un objeto, o a una clase.
- Datos: Q771245